# 정진철 (1968년)
정진철(鄭辰喆, 1968년 5월 12일 ~ )은 대한민국의 세무사 출신 정치인이다. 현재 제10대 서울특별시의회 의원으로 활동하고 있다. 전라남도 고흥군에서 태어났으며, 서울시립대학교 경영대학원에서 경영학 석사를 졸업했다.

## 경력
- 제10대 서울특별시의회 전반기 교통위원회 위원
- 제10대 서울특별시의회 후반기 교통위원회 위원
- 제10대 서울특별시의회 예산결산특별위원회 위원
- 제10대 서울특별시의회 윤리특별위원회 위원
- 2019 회계연도 서울특별시 결산검사 대표위원
- 세무사 정진철사무소 대표

## 수상
- 2020 대한민국 파워리더 대상
- 2019 대한민국을 빛낸 한국인상
- 2018 공공정책대상
- 2015 행정자치부장관 표창장
- 2012 서울특별시장 표창장
- 2009 국세청장 표창장

## 역대 선거 결과
|  | 62.11% |

|  | 47.08% |